# 土屋計左右
土屋 計左右（つちや けいぞう、1888年（明治21年）3月26日 - 1973年（昭和48年）11月30日）は、日本の実業家。第一ホテル創業者。

## 人物・経歴
神奈川県出身。府立第一中学（現東京都立日比谷高等学校）を経て1912年東京高等商業学校（現一橋大学）専攻部を卒業し、三井銀行に入行。谷崎潤一郎は中学の同級生。三代目・鈴木三郎助は同郷かつ高等商業学校の同窓で親しく、三井銀行上海支店長や三井銀行外国営業部長を経て1936年に鈴木家持株会社鈴木三栄の常務理事に就任した。
この頃、同窓で遠縁でもあった岩下家一に新橋駅近くの土地を買ってホテル事業を行うよう勧められる。そして小林一三の助言と出資、他に鈴木三郎助、鈴木三千代、池貝庄太郎、平沼亮三らからも出資を得て、1938年（昭和13年）4月に第一ホテル創業。1940年からは社長を務めた。1961年藍綬褒章受章。1966年第一ホテル会長。1970年第一ホテル相談役。1973年に死去した際は社葬が行われた。墓所は多磨霊園。

## 親族
父は衆議院議員を務めた石材商の土屋大次郎。妻の富美子は警視総監も務めた園田安賢の二女で、実兄である園田実の妻は東郷平八郎の二女。第一ホテル社長や日本ホテル協会会長を務めた土屋計雄は計左右の長男。兄の隆三は金子元三郎元衆議院議員の養子に入った。妹・カイの夫は下野紡績社長を務めた柿沼谷蔵の二男・柿沼正治郎であり、その妹・ときは東京鼈甲問屋組合長を務めた小川専助の妻。